# Aulacoserica schoutedeni
Aulacoserica schoutedeni är en skalbaggsart som beskrevs av Moser 1924. Aulacoserica schoutedeni ingår i släktet Aulacoserica och familjen Melolonthidae. Inga underarter finns listade.